# طب المراهقين
طب المراهقين أو طب الأحداث هو التخصص الفرعي الطبي الذي يركز على رعاية المرضى الذين هم في مرحلة المراهقة والبلوغ والتي تتراوح عادة من السنوات الأخيرة من المدرسة الابتدائية حتى التخرج من المدرسة الثانوية (بعض الأطباء في هذا تخصص علاج البالغين الشباب يحضرون في عيادات الكلية للمنطقة في الحقل الفرعي للصحة الكلية). ويدخل المرضى سن البلوغ والذي عادة ما يبدأ بين سن 9-11 للبنات، و11-13 للأولاد.
في الدول المتقدمة تم تمديد فترة المراهقة سواء عن طريق جعله في عمر أصغر، بداية البلوغ بدأ في وقت سابق، ووضع سن نهاية لاحق مما يتطلب المزيد من سنوات التعليم أو التدريب قبل الاستقلال الاقتصادي عن الآباء والأمهات. 
وكثيرا ما تعالج القضايا التي تتفشى خلال فترة المراهقة من قبل مقدمي الخدمات وتشمل على:  
- الأمراض المنقولة جنسيا (العمل مع المتخصصين في أمراض الغدد الصماء لدى الأطفال والتوليد وأمراض النساء في سن المراهقة والأمراض المعدية والمناعة وأمراض المسالك البولية والطب التناسلي).
- الحمل غير المرغوب فيه (العمل مع المختصين في التوليد وأمراض النساء في سن المراهقة، وخاصة في مجال الطب حديثي الولادة والأم والجنين والعديد - وإن لم يكن بالجميع- هي الحالات الخطرة طبيا أو المعرضة للخطر و/ أو ذوي التحديات الاقتصادية النفسية والاجتماعية والبيئية، والاجتماعية).
- تحديد النسل (هناك حاليا حملة في سياسات الرعاية الصحية للحكومة الاتحادية للولايات المتحدة لضمان الوصول إلى أي وصفة طبية أو وسائل منع الحمل للقاصرين المراهقين الذين يطلبونها، وخاصة إذا كانوا فوق سن معينة).
- النشاط الجنسي (مثل العادة السرية، المعاشرة الجنسية والاعتداء الجنسي).
- تعاطي المخدرات.
- الدورة الشهرية (مثل انقطاع الطمث وعسر الطمث ونزيف الرحم مختلة)
- حب الشباب (العمل مع المتخصصين في الأمراض الجلدية الذين يعالجون المراهقين)
- اضطرابات الأكل مثل فقدان الشهية العصبي والنهام العصبي (العمل مع خبراء التغذية وأخصائيو التغذية، وكذلك المتخصصين في مجال الإرشاد الصحة العقلية للأطفال وعلم النفس السريري والطب النفسي للأطفال الذين يعملون مع المراهقين).
- أمراض معينة النفسية (خصوصا اضطرابات الشخصية، واضطرابات القلق، والاكتئاب الشديد والانتحار، والهوس الاكتئابي، وأنواع معينة من مرض انفصام الشخصية فيتم التنسيق مع مستشارين الصحة العقلية وعلماء النفس السريري، والأطباء النفسيين للأطفال المتخصصين في الرعاية الصحية للمراهقين).
- تأخر أو البلوغ المبكر (في كثير من الأحيان يتم مع المتخصصين في طب الأطفال المراهقين وأمراض الغدد الصماءو المسالك البولية وأمراض الذكورة).

## مجال الرعاية
مقدمي الرعاية للمراهقين يستغرقون عادة وقت في اتباع نهج شامل للمريض ومحاولة للحصول على المعلومات ذات الصلة بالمريض ليكون بشكل جيد في مجموعة متنوعة من المجالات المختلفة.
- المنزل: كيف هي حياة المراهق المنزلية؟ علاقته /ا مع أفراد الأسرة؟ أين ومع من يعيش المريض؟ الوضع المعيشي له/ لها مستقر؟
- التعليم (أو العمل): كيف هو أداء المراهقين الدراسي؟ / هل يتصرفون بشكل جيد، أم أن هناك مشاكل انضباط في المدرسة؟ إذا كانوا يعملون / اين يجعل أجر المعيشة؟ وهل هم آمنين ماليا؟
- التغذية (يتضمن صورة الجسم) - هل المريض يتبع نظام غذائي متوازن؟ هل هناك كمية كافية من الكالسيوم؟ هل المراهق يحاول انقاص وزنه، و (إذا كان الأمر كذلك)، هل هو بطريقة صحية؟ كيف تشعر أو يشعر بأجسادهم؟ هل كان هناك خسارة أو زيادة وزن كبيرة في الآونة الأخيرة؟
- الأنشطة: كيف يقضي المريض/ة اوقاتهم؟ هل ينخرطون في سلوك خطير أو محفوف بالمخاطر؟ هل يكونون تحت الإشراف خلال أوقات فراغهم؟ مع من يقضون معظم وقتهم؟ هل لديهم مجموعة الأقران مؤيدين؟
- المخدرات (بما في ذلك الكحول والتبغ) - هل المريض شرب المشروبات التي تحتوي على الكافيين (بما في ذلك مشروبات الطاقة)؟ هل دخن المريض؟ هل يشرب المريض الكحول؟ وهل استخدم المريض المخدرات غير المشروعة؟ إذا كان تعاطي المخدرات، إلى أي درجة، وإلى متى؟
- الانتحار (بما في ذلك تقييم المزاج العام) - ما هو مزاج المريض من يوم لآخر؟ هل فكر/ ت بمحاولة الانتحار؟ هل الحالة النفسية والعاطفية مختلة بحيث يعانون من ضعف إلى حد كبير في أنشطة الحياة اليومية أو أنها تشكل خطرا على أنفسهم أو على الآخرين؟
- السلامة: هل المريض يرتدي خوذة دراجة وحزام الأمان بانتظام؟ هل يقود المريض وهو في حالة سكر أو مع السائق الذي هو في حالة سكر؟ هل يرتدي المريض معدات السلامة أثناء المشاركة في الألعاب الرياضية؟
- بعض مقدمي الخدمات يفضل إضافة نقاط القوة لهذه القائمة، في محاولة لتجنب التركيز على قضايا خطر أو قلق وإعادة صياغة التفاعل المريض بطريقة تبرز المرونة.                       بالإضافة إلى التاريخ المفصل وينبغي أن يكون المراهقون يجرون فحص جسدي شامل (بما في ذلك تقييم التنموي والعصبية واختبار STI وفحص الجهاز التناسلي) وفحص الحالة الصحية العقلية بشكل سنوي على الأقل بالإضافة إلى الفحص سنويا للأسنان والبصر.

## المثليون ومزدوجو الميول الجنسية
المراهقين المثليات و‌المثليين و‌المزدوجين يميلون إلى سلوكيات صحية أكثر خطورة ولها نتائج صحية سيئة مقارنة بالشباب المغايرين ومن ذلك:
- تعاطي المخدرات
- الانتحار
- اضطرابات الأكل وشكل الجسم
- السلوك الجنسي، بما في ذلك التورط بالحمل غير المقصود (على عكس الافتراضات المثليون والمزدوجون هم الأكثر عرضة لتورط في الحمل الغير مرغوب فيه مقارنة مع أقرانهم المغايرين)
- التشرد الذي يؤثر على الصحة والحصول على الرعاية الكافية.

## الامراض المزمنة
ان هيمنة الحالات المزمنة المتزايدة على الحالات الحادة ومع التحسن الكبير في متوسط العمر المتوقع فأن إدارة مثل هذه الحالات المزمنة في سن المراهقة أكثر أهمية: الحالات المزمنة ونمو المراهقين تؤثر على الطرفين. 
الأمراض المزمنة غالبا ما تسبب تأخير في سن البلوغ وعوائق مؤقتة أو دائمة للنمو وعلى العكس من النمو والتغيرات الهرمونية يمكن أن يزعزع استقرار العلاج للحالة المزمنة. كما يمكن أن يؤدي زيادة في الاستقلال إلى وجود ثغرات في الذاتية، على سبيل المثال في إدارة انخفض من مرض السكري.   

## حصول الشباب على الرعاية الصحية
قضايا أخلاقيات مهنة الطب، خصوصا فيما يتعلق بالسرية والحق في الموافقة للحصول على الرعاية الطبية، هي أمور ذات صلة بممارسة طب المراهقين.

## التدريب
يتم اختيار مقدمي طب المراهقين عموما من تخصصات طب الأطفال، الطب الباطني، ميد / بدس أو طب الأسرة.
وتطلب مجالس التصديق لهذه التخصصات المختلفة متطلبات للحصول على الشهادات وكلها تتطلب الاستكمال الناجح للمنح الدراسية (قائمة شاملة من الذي يتوفر من خلال الجمعية لصحة المراهقين والطب) ودرجة النجاح في امتحان التصديق متفاوتة. 

## مراكز صحة المراهقين في الولايات المتحدة
العديد من ممارسات subspecialists هي جزء من الممارسات العامة للعيادات أو الممارسات التخصص أو في العيادات المدرسية أو عيادات العالية للكليات. وبالإضافة إلى ذلك، فإن العديد من المناطق الحضرية الكبرى لديها العيادات محددة تقدم الرعاية للمراهقين وتشمل قائمة التالية:
- عيادة المراهقين والبالغين في المركز الطبي للأطفال (دالاس).
- عيادة Windhaven لطب المراهقين في مستشفى صحة تكساس المشيخية.

كانساس سيتي بولاية ميسوري
- عيادة المراهق في مستشفى ميرسي للأطفال (كانساس سيتي بولاية ميسوري)

مدينة نيويورك
- مركز صحة المراهقين في مركز جبل سيناء الطبي (مانهاتن)
- عيادة المراهقين في مستشفى الأطفال في مركز مونتيفيور الطبي (برونكس)

روتشستر، نيويورك 
- عيادة صحة المراهقين في جامعة روشستر

لوس أنجلوس
- •	مركز صحة المراهقين والبالغين في مستشفى الأطفال في لوس أنجلوس.

منطقة سان فرانسيسكو
- عيادة طب المراهقين في مستشفى ولوسيل باكارد للأطفال في جامعة ستانفورد
- عيادة المراهقين الطب في UCSF

بوسطن 
- شعبة طب المراهقين في مستشفى بوسطن للأطفال

فيلادلفيا
- عيادة طب المراهقين في مستشفى الأطفال في فيلادلفيا
- طب المراهقين في مستشفى سانت كريستوفر للأطفال
- المركز الصحي للمراهقين في المركز الطبي لجامعة تمبل للطفولة
- المركز الصحي للمراهقين في مركز ألبرت أينشتاين الطبية

كولومبوس
- صحة المراهقين في مستشفى الصعيد الوطني للطفولة

سياتل
- •	قسم طب المراهقين في مستشفى سياتل للأطفال

سينسيناتي، أوهايو 
- •	شعبة طب المراهقين في مركز سينسيناتي للأطفال مستشفى الطبية

ريتشموند، فيرجينيا  
- طب المراهقين في مستشفى الأطفال في ريتشموند*

## طب المراهقين في أستراليا
هذه المستشفيات تقدم الرعاية الخاصة للمراهقين:
- قسم الطب المراهقين في مستشفى الأطفال في وستميد
- قسم الطب المراهقين في مستشفى  وستميد
- استشارات الشباب والفتور، في مستشفى الأمير ألفريد الملكي

ملبورن
- مركزو مستشفى ملبورن لصحة المراهقين الملكي للطفولة.

## المنظمات المهنية
على الرغم من ان العضوية في منظمات تكون لمختلف التخصصات الا ان مقدمي طب المراهقين غالبا ما ينتمون إلى جمعية لصحة المراهقين والطب أو جمعية أمريكا الشمالية للأطفال والمراهقين وأمراض النساء. 
وتأسست الرابطة الدولية لصحة المراهقين (التحالف الدولي ضد الجوع) في عام 1987، وهي منظمة متعددة التخصصات، غير حكومية تركز بشكل واسع على صحة الشباب.  

## روابط خارجية
- Office of Adolescent, U.S. Department of Health, Health and Human Services
- Adolescent Medicine: State of the Art Reviews
- The Society for Adolescent Health and Medicine
- International Association for Adolescent Health
- The North American Society for Pediatric and Adolescent Gynecology
- The American Board of Pediatrics
- The American Board of Internal Medicine
- The American Board of Family Medicine[وصلة مكسورة]
- The American College Health Association
- NSW Centre for the Advancement of Adolescent Health
- Teens Homepage, Nemours Foundation